# Kościół św. Piotra w Recklinghausen
Kościół św. Piotra (niem. Kirche St. Peter) – rzymskokatolicki kościół farny znajdujący się w niemieckim mieście Recklinghausen. Nosi tytuł honorowy Propsteikirche.

## Historia
Kościół wzniesiono po pożarze miasta z 1247 na miejscu dwóch wcześniejszych, romańskich świątyń. Po kolejnym pożarze w 1500 do świątyni dobudowano późnogotycki transept, a w 1670 wzniesiono barokowy hełm wieży, który zastąpił gotycki dach zniszczony przez uderzenie pioruna. Od 1931 nosi godność Propsteikirche. Świątynia została zniszczona podczas bombardowania z 13 września 1944 roku i odbudowana w 1950.

## Architektura i wyposażenie
Świątynia późnoromańsko-późnogotycka, trójnawowa, o układzie halowym, z transeptem. Wieża ma wysokość 72 metrów. Wnętrze zdobi sakramentarium z 1520, barokowy ołtarz główny z obrazem przedstawiającym zdjęcie Chrystusa z krzyża, z warsztatu Petera Paula Rubensa, z 1617 roku oraz chrzcielnica z 1630. Organy, pochodzące z warsztatu Johannesa Klaisa, zostały inaugurowane 31 października 2005 roku przez bpa Josefa Voßa. Na wieży świątyni zawieszonych jest 6 dzwonów bujanych i dwa dzwony wybijające godziny, umieszczone w latarni.
Dane dzwonów:
| Imię               | Waga        | Średnica | Ton  | Data odlania | Ludwisarz                        |
| ------------------ | ----------- | -------- | ---- | ------------ | -------------------------------- |
| Michael            | ok. 500 kg  | 946 mm   | as'  | 1948         | F. Otto, Hemelingen              |
| Ludgerus           | ok. 780 kg  | 1064 mm  | ges' | 1948         | F. Otto, Hemelingen              |
| Maria              | 1050 kg     | 1210 mm  | es'  | 1500         | Gerdt van Wou, Kampen            |
| St. Johannes       | 2440 kg     | 1530 mm  | c'   | 1500         | Gerdt van Wou, Kampen            |
| St. Peter          | 3380 kg     | 1720 mm  | b0   | 1500         | Gerdt van Wou, Kampen            |
| Clemens August     | ok. 4500 kg | 1910 mm  | as0  | 1948         | F. Otto, Hemelingen              |
| Dzwony kwadransowe |             |          |      |              |                                  |
| –                  | ok. 60 kg   | 450 mm   | b"   | 1986         | Petit & Gebr. Edelbrock, Gescher |
| –                  | ok. 90 kg   | 526 mm   | g"   | 1986         | Petit & Gebr. Edelbrock, Gescher |

## Galeria

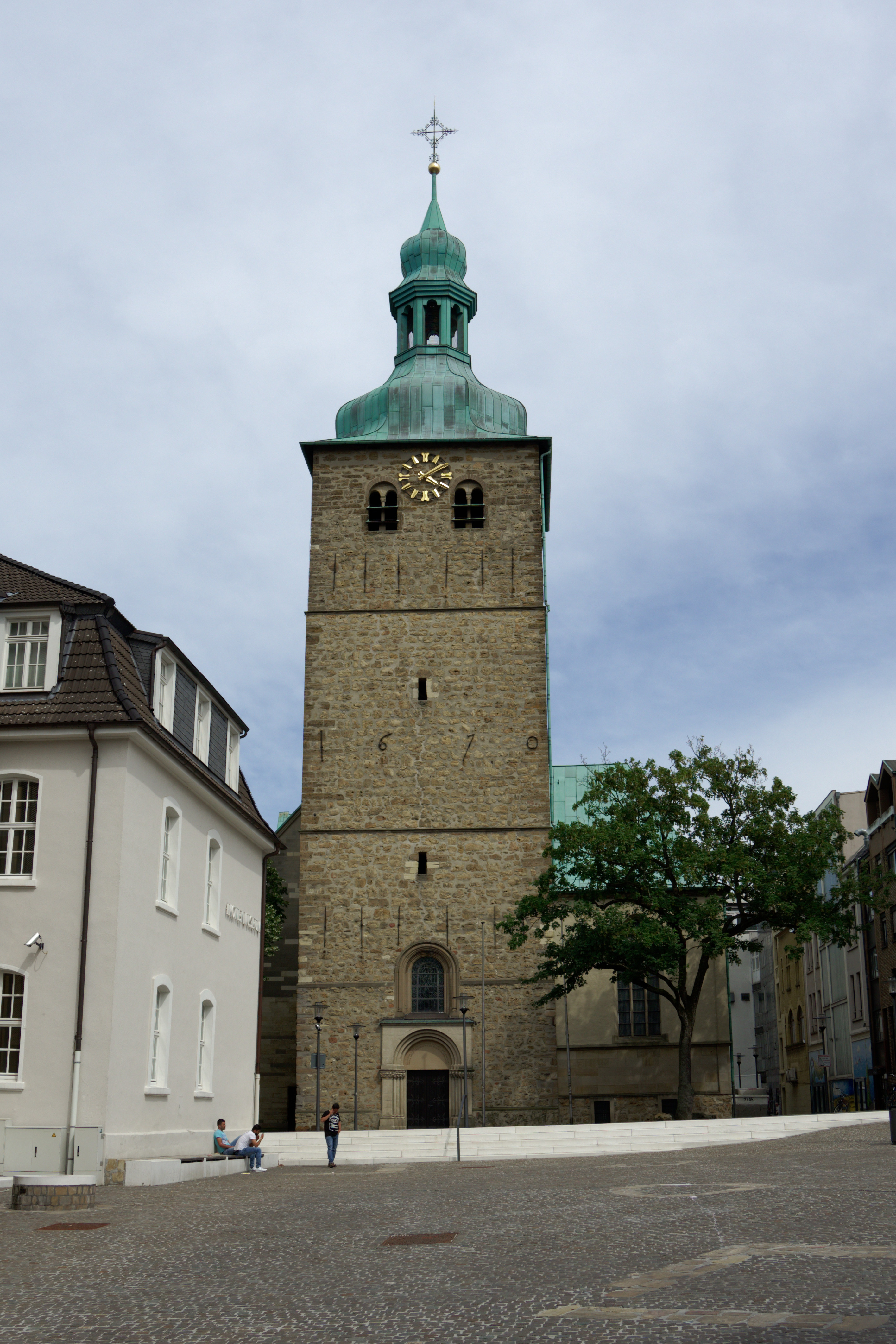
Wieża
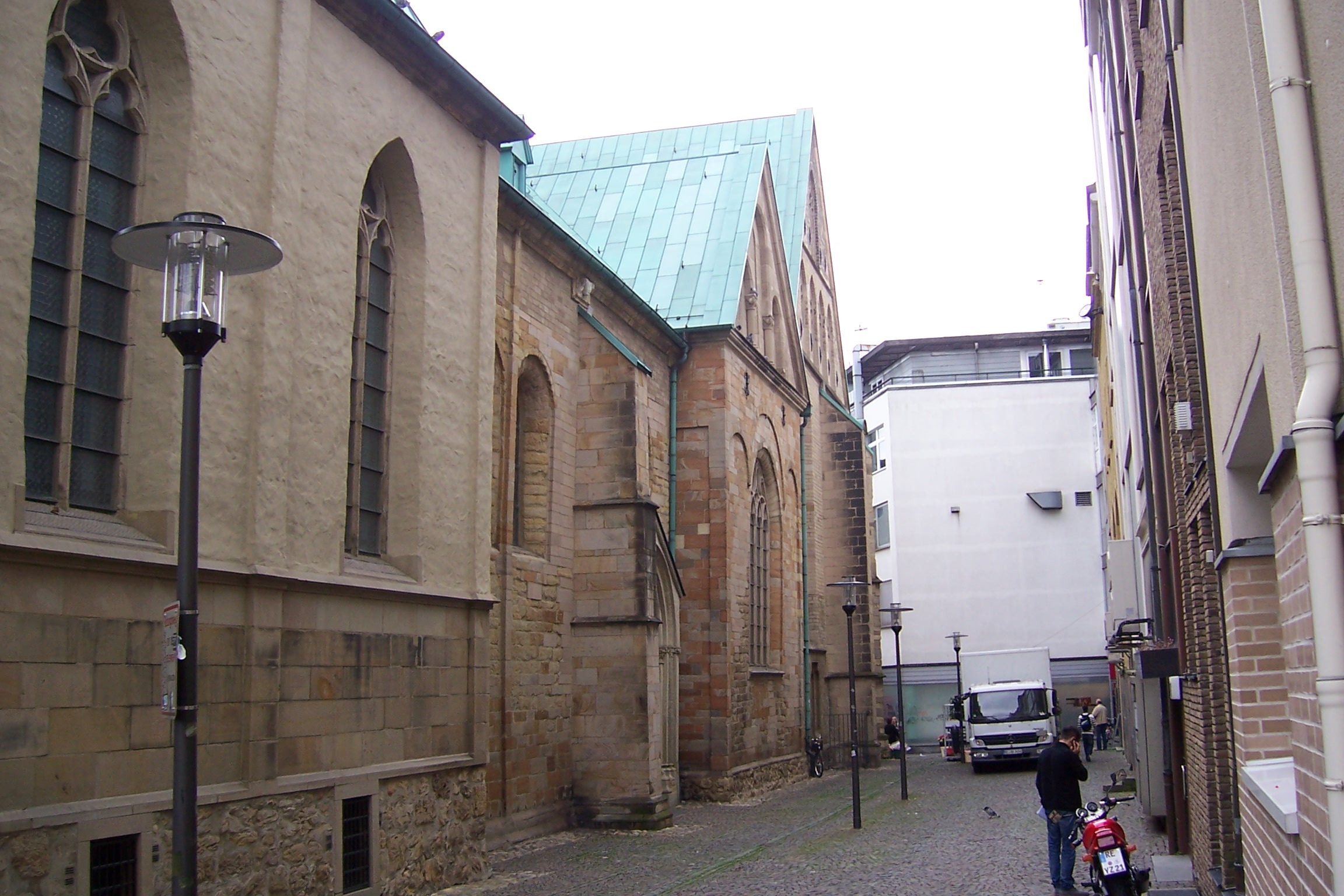
Elewacja południowa
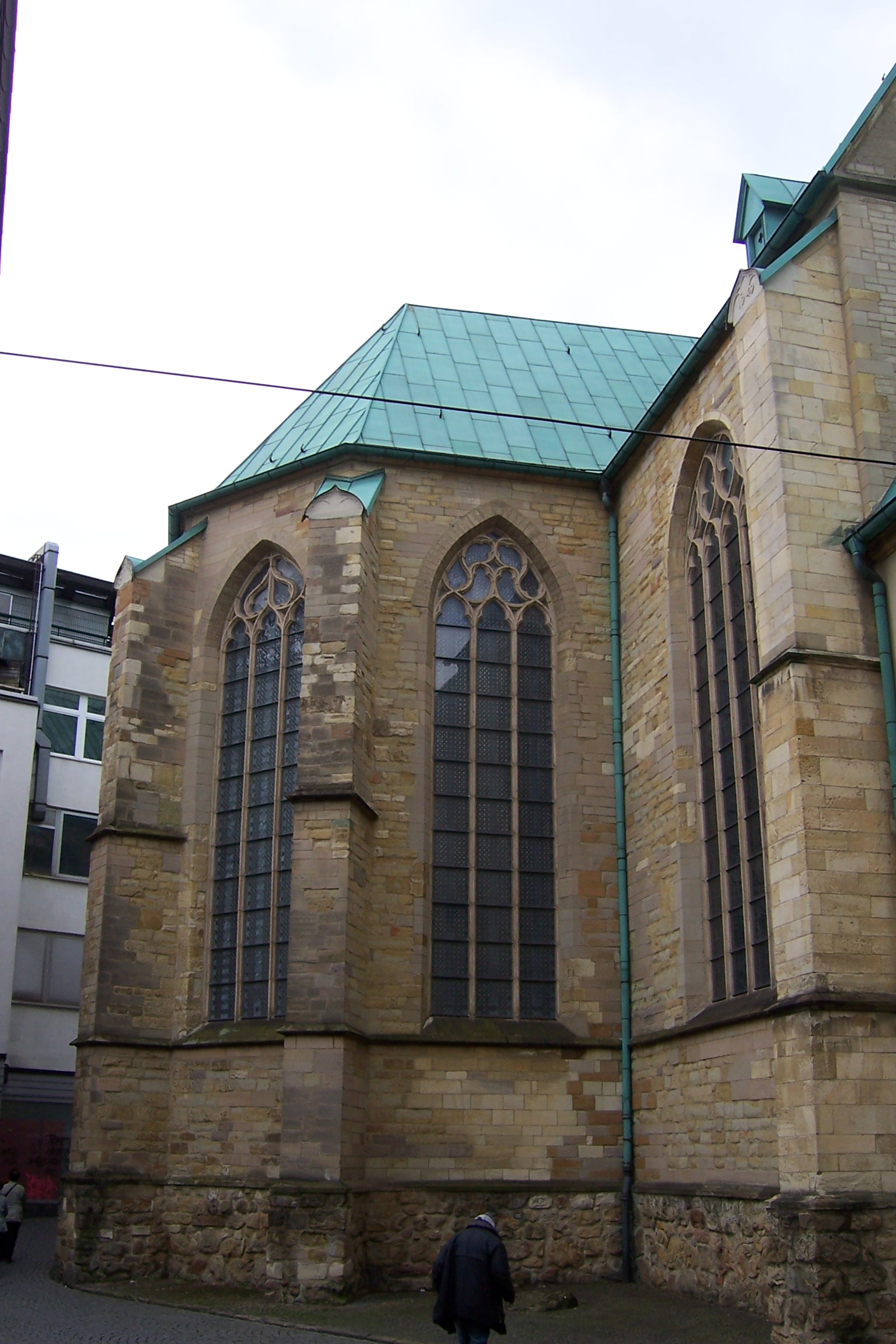
Absyda
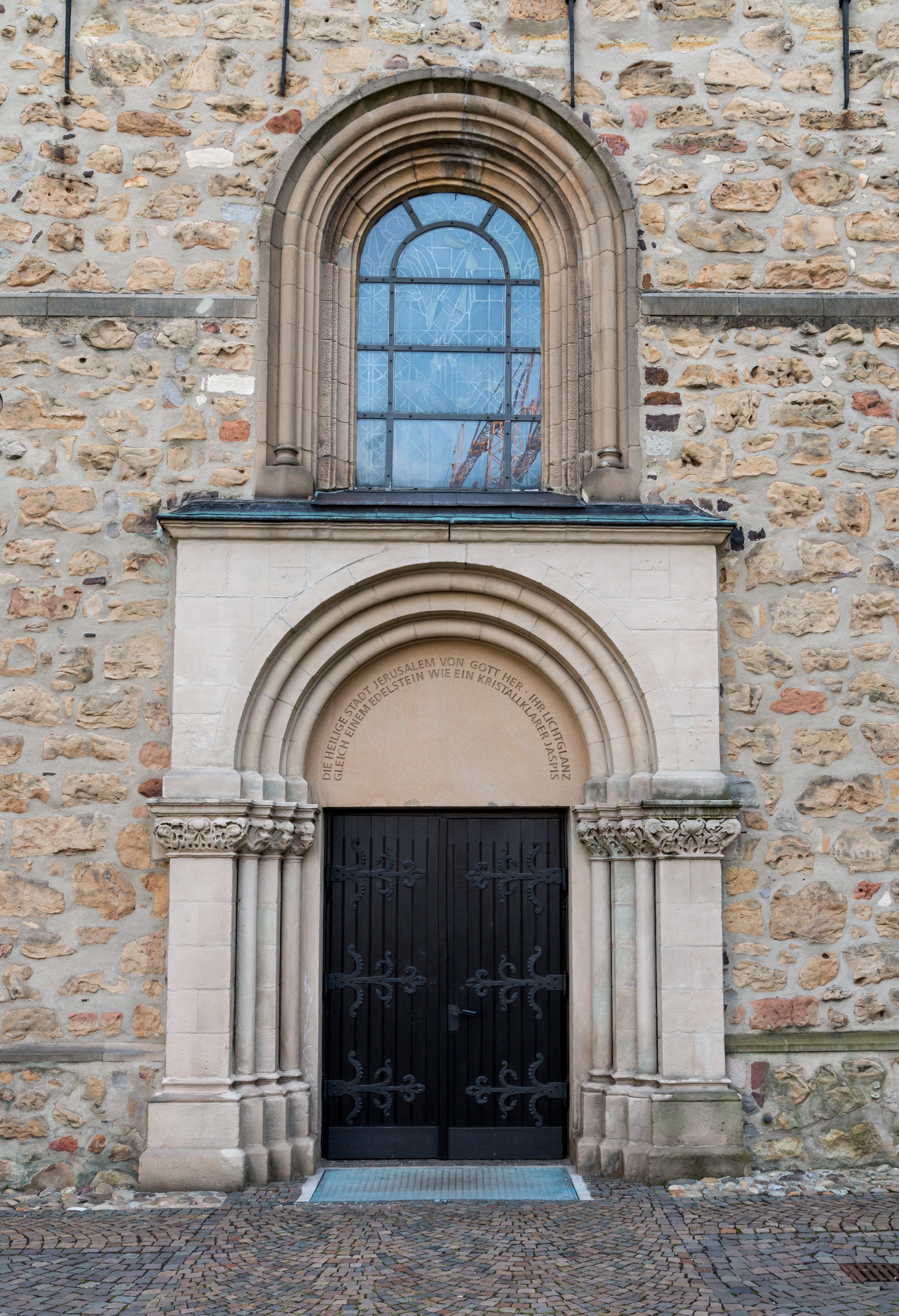
Portal
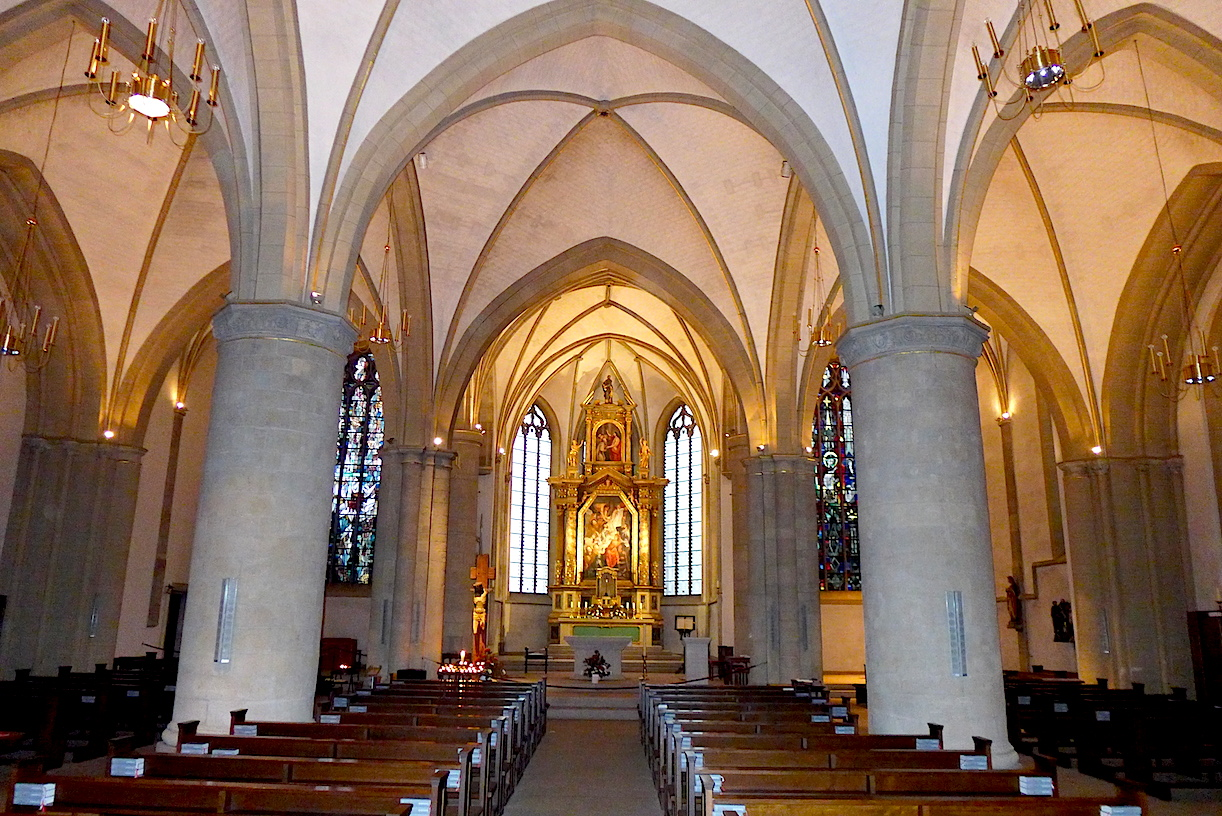
Wnętrze
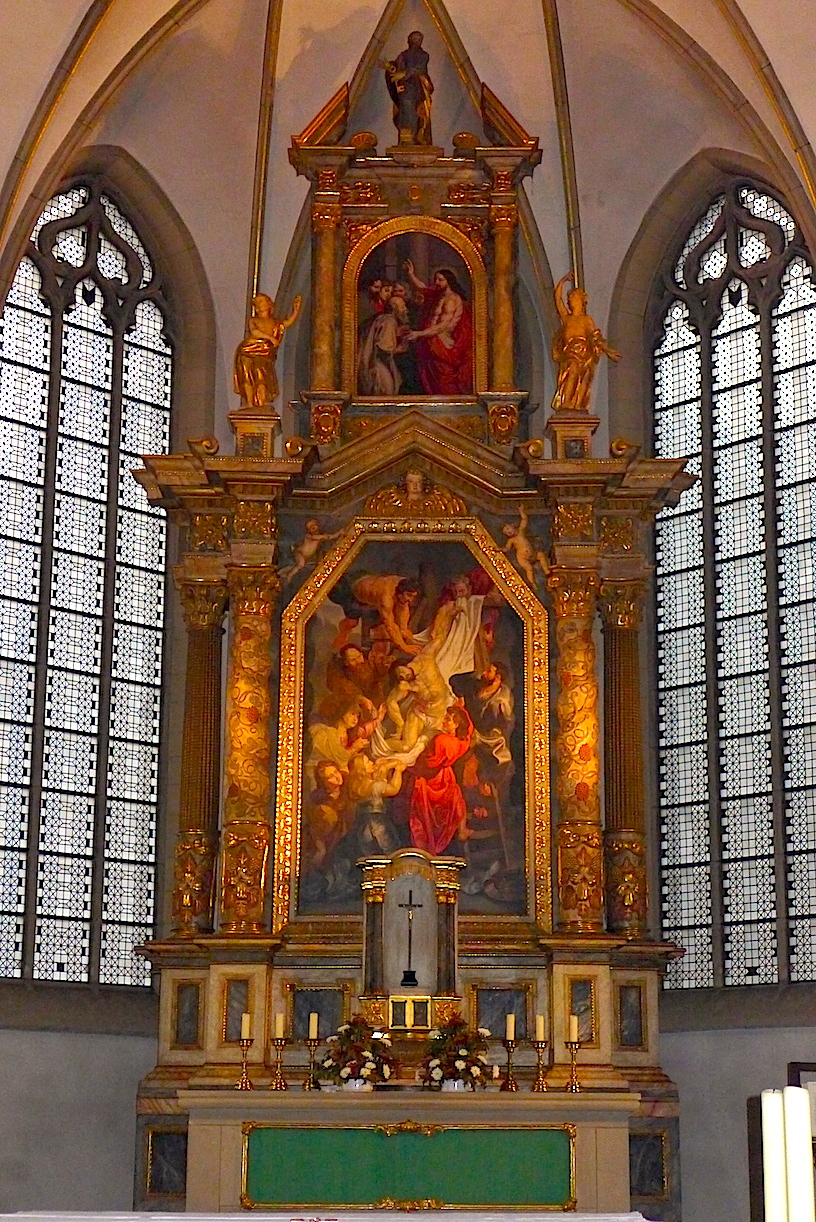
Ołtarz główny
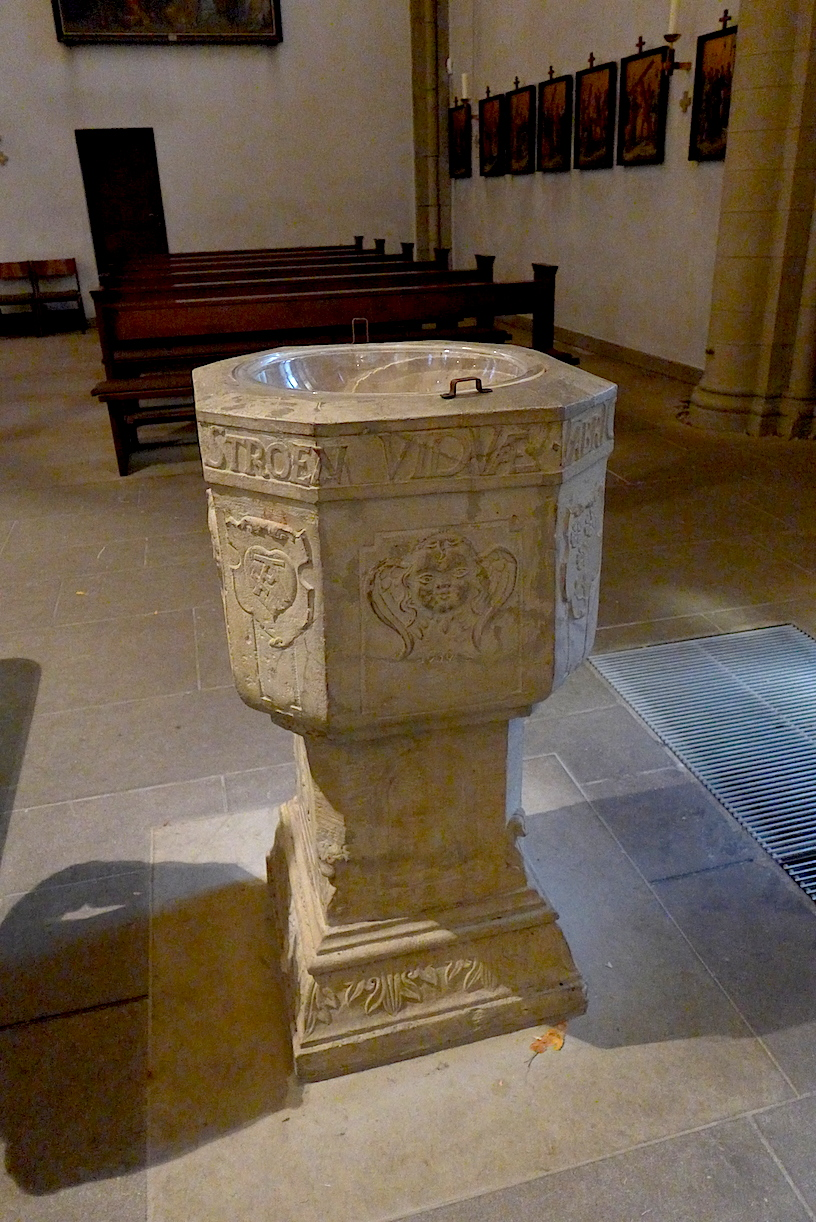
Chrzcielnica
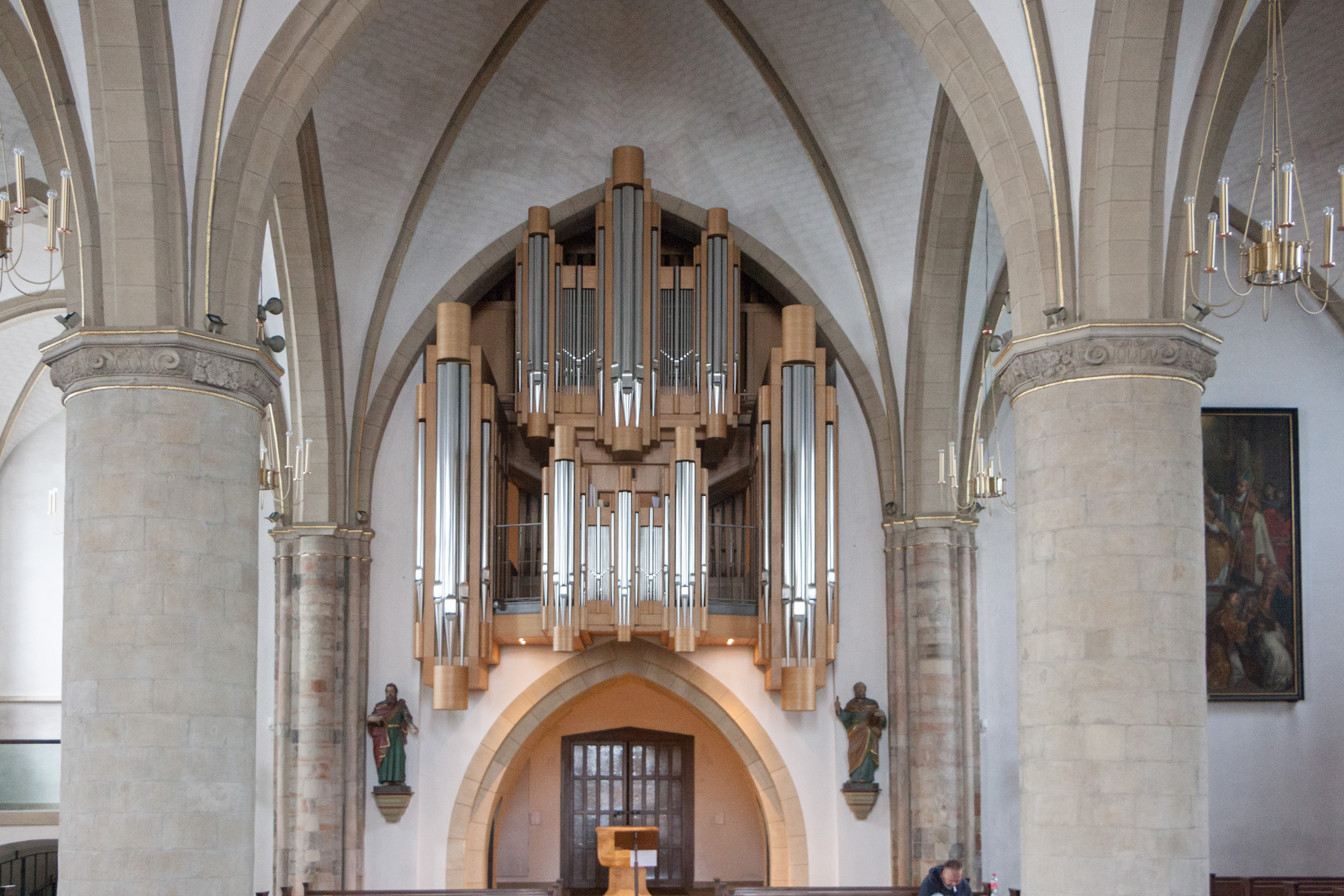
Organy
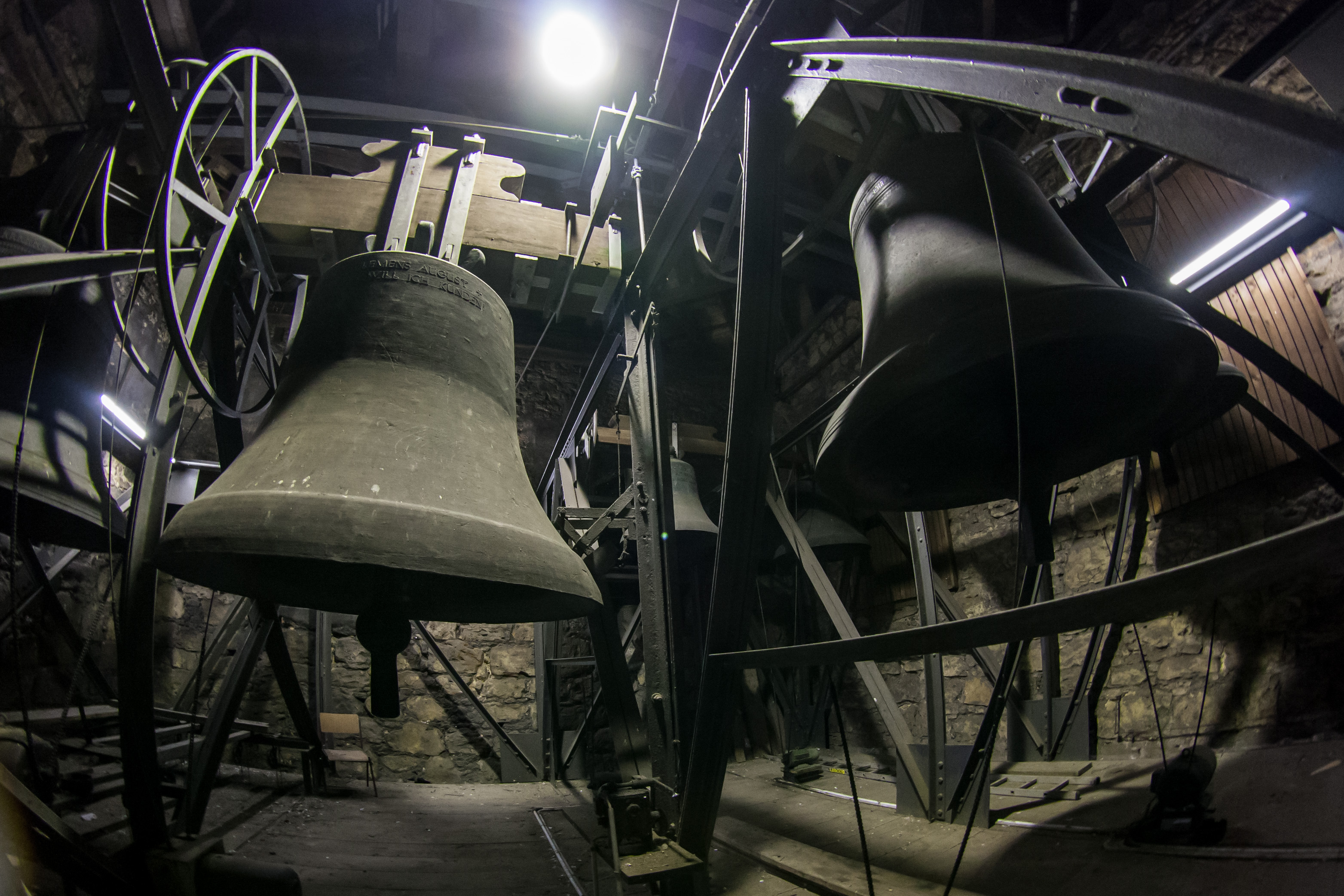
Dzwony